# Antella
Antella település Spanyolországban, Valencia tartományban. Antella Alberic, Alzira, Càrcer, Cotes, Gavarda és Sumacàrcer községekkel határos. Lakosainak száma 1114 fő (2024).

## Népesség
A település lakosságának változását az alábbi diagram mutatja:
| Lakosok száma | 1507 | 1498 | 1526 | 1498 | 1409 | 1343 | 1233 | 1175 | 1130 | 1114 |
|               | 2001 | 2004 | 2007 | 2009 | 2012 | 2014 | 2017 | 2019 | 2022 | 2024 |